# Navy Seals – Die härteste Elitetruppe der Welt
Navy Seals – Die härteste Elitetruppe der Welt ist ein US-amerikanischer Spielfilm des Regisseurs Lewis Teague aus dem Jahr 1990, dessen Hauptrollen mit Charlie Sheen, Michael Biehn, Bill Paxton und Dennis Haysbert besetzt sind.

## Handlung
Ein Navy-Seals-Team befreit eine abgeschossene amerikanische Hubschrauberbesatzung aus libanesischer Gefangenschaft. Dabei entdecken die Männer mehrere gestohlene Stinger-Raketen, entscheiden sich aber zu ihrer eigenen Sicherheit für einen Rückzug, anstatt die Raketen unschädlich zu machen. Später stellt sich heraus, dass ein vermeintlicher Gefangener, den sie auf der Mission entdeckten und entkommen ließen, in Wahrheit der Rädelsführer der terroristischen Vereinigung ist.
Angeschlagen in ihrer Seal-Ehre und den Vorwürfen ihrer Vorgesetzten ausgesetzt, stellen die Männer eigene Ermittlungen an und kommen durch die Reporterin Claire Varrens, die Kontakte zu den Terroristen hält, an Informationen. Beim Versuch, in Beirut einen Kontaktmann zu kidnappen, stirbt einer der Seals durch den Übermut von Dale Hawkins, der eine Feindberührung provoziert.
In einer späteren Aktion schafft es das Team, die Raketen zu zerstören. Hierbei rettet Hawkins das Leben von James Curran und tötet zudem den Rädelsführer der Terroristen.

## Kritiken
„Rasante Actionszenen sammeln Spannungspunkte, der Rest ist platte Schwarz-Weiß-Malerei. Fazit: Sinnbefreite Action, unverdaulich viel Pathos.“

„Nach einschlägigem Muster aufwendig inszenierter Actionfilm, der durch seine plakative Schwarz-Weiß-Zeichnung und selbstzweckhafte Härten jeden Unterhaltungswert verliert.“